# Польское андрологическое общество
Польское андрологическое общество (пол. Polskie Towarzystwo Andrologiczne) — польское научное общество, основанное в 1993 году как объединение специалистов, профессионально вовлеченных в проблемы физиологии и патологии мужской репродуктивной системы, как с клинической, так и с чисто научной точки зрения. Членами Общества являются врачи разных специальностей, в том числе андрологи, терапевты, урологи, эндокринологи, гинекологи, педиатры, лабораторные диагносты, биологи.
Согласно Уставу, целью Общества является распространение и совершенствование принципов медицинской деонтологии; повышение профессиональной квалификации и научного уровня членов Общества; сотрудничество с органами государственного управления, научными учреждениями и научными обществами, занимающимися вопросами охраны здоровья мужчин; защита интересов и прав андрологов; представление андрологии в Польше и за рубежом.
По данным на май 2020 года членство в Обществе имеет 232 человека.
С 1995 года Общество является членом «Международного общества андрологии» (англ. International Society of Andrology).
С 2005 года Общество ежегодно присуждает «Научную молодёжную премию имени профессора Михала Бокиньца» (пол. Naukowa Nagroda Młodych PTA im. Profesora Michała Bokińca). Премия присуждается за лучшую опубликованную научную работу в области андрологии.
С 2014 года Общество издает электронный научный журнал «Postępy Andrologii Online».
Председателем Общества является доктор медицинских наук Szymon Bakalczuk.
Актуальная информация о деятельности Общества публикуется на сайте www.andrologia-pta.com.pl.